# Doença convulsiva

## Definição

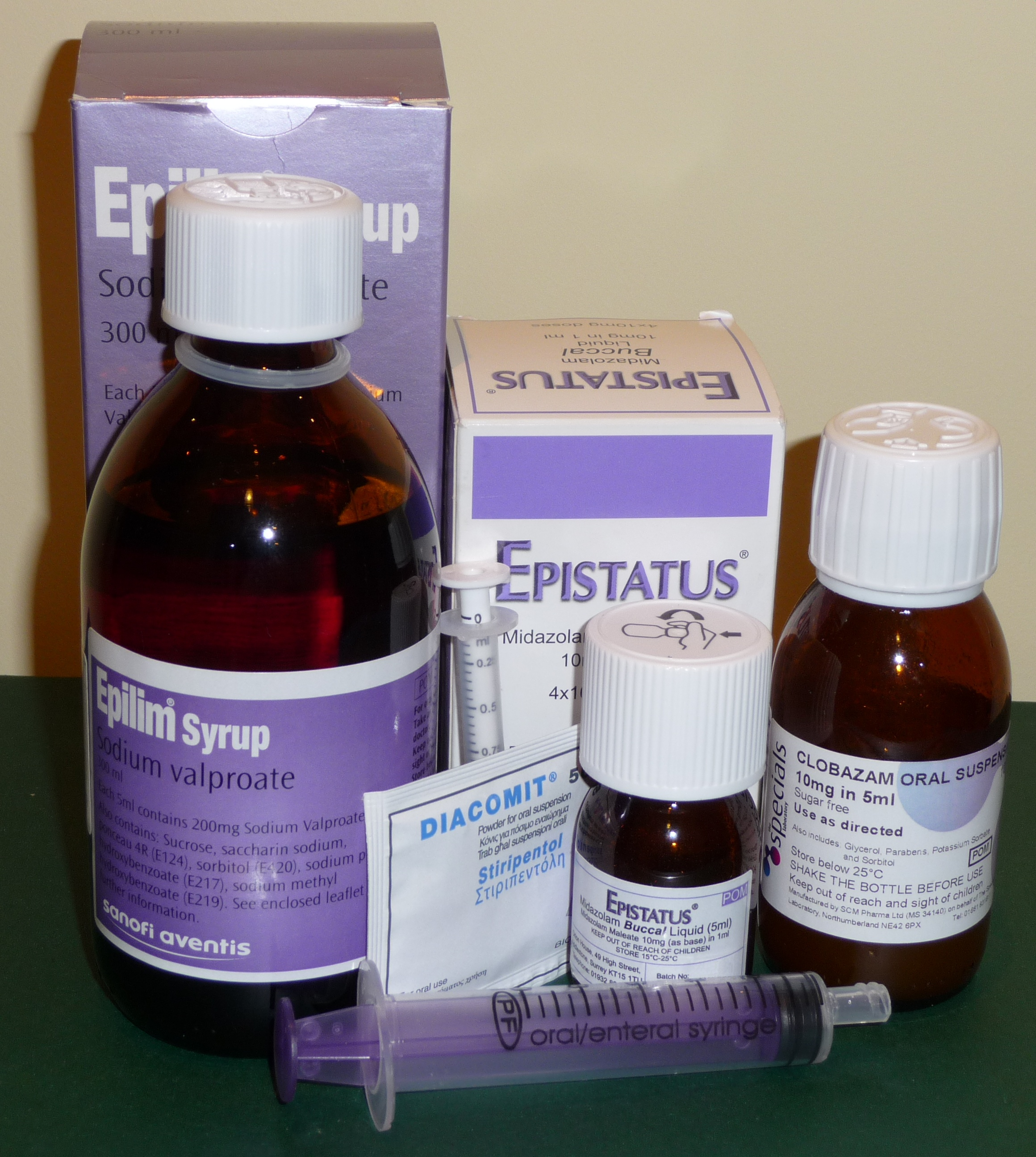
A epilepsia é uma doença convulsiva. Usam-se medicamentos anti-convulsivos como os da imagem para "acalmar" os sintomas da doença.

Doenças convulsivas são todas as patologias que irritam o cérebro criando um convulsão.
Uma convulsão é uma descarga eléctrica anormal no cérebro.
O termo de crise convulsão, embora sejam utilizados como sinónimos na maioria das vezes, não é propriamente uma convulsão.
Os acontecimentos que ocorrem durante uma convulsão são determinados por a parte do cérebro humano afectado pela mesma. Exemplo:
Se a irritação ocorrer numa pequena parte do cérebro a pessoa pode apenas sentir um sabor estranho.
Se em contrapartida a descarga eléctrica ocorrer numa parte ampla do cortéx cerebral, a pessoa tem sintomas como espasmos ou contrações.
O sinistro afectado pode ainda sofrer de ataques mais leves e breves que tem como principais ocorrentes: perturbações da consciência, perda do controlo muscular, amnésia e incontinência urinária.
As convulsões são procedidas por auras.

## Doenças e causas de crises convulsivas
Febre alta:
1. Golpe de calor
2. Infecções
3. SIDA
4. Malária
5. Meningite
6. Sífilis
7. Tétano
8. Toxoplasmose
9. Encefalite viral

Alterações do metabolismo:
1. Hipoparatiroidismo
2. Valores elevados de açúcar ou de sódio no sangue
3. Valores reduzidos de açúcar, de cálcio, de magnésio ou de sódio no sangue
4. Insuficiência renal ou hepática
5. Fenilcetonúria

Oxigenação insuficiente do cérebro
1. Intoxicação por monóxido de carbono
2. Irrigação sanguínea inadequada do cérebro
3. Asfixia parcial
4. Sofucação parcial
5. Icto

Exposição a drogas e/ou produtos tóxicos
1. Cloroquina
2. Cocaína
3. Chumbo
4. Pentilenotetrazol

Excessos
1. Álcool
2. Medicamentos para dormir
3. Tranquilizantes

Reações a medicamentos
1. Meperidina
2. Fenitoína
3. Teofilina